# خاسينتو كينكوسيس
خاسينتو فرانسيسكو فيرنانديز دي كينكوثيس لوبيز دي أربينا (بالإسبانية: Jacinto Quincoces)‏ (17 يوليو 1905 – 10 مايو 1997) لاعب كرة قدم إسباني راحل كان يجيد اللعب في خط الدفاع .
لعب طوال مسيرته الرياضية في أندية ألافيس (1920-1930) ريال مدريد (1930-1942).
مثل منتخب إسبانيا في 25 مباراة (1928-1936). شارك مع منتخب إسبانيا في بطولة كأس العالم 1934 في إيطاليا حيث خرج من الدور الربع النهائي.
تولى تدريب أندية ريال سرقسطة (1941-1943) منتخب إسبانيا (1945) ريال مدريد (1945-1946) ريال مدريد (1947-1948) فالنسيا (1948-1954) أتلتيكو مدريد (1954-1955) ريال سرقسطة (1956-1958) فالنسيا (1958-1959).

## وصلات خارجية
- خاسينتو كينكوسيس على موقع IMDb (الإنجليزية)
- خاسينتو كينكوسيس على موقع قاعدة بيانات كرة القدم.إي يو (الإنجليزية)
- خاسينتو كينكوسيس على موقع ناشيونال فوتبول تيمز (الإنجليزية)
- خاسينتو كينكوسيس على موقع عالم كرة القدم.نت (الإنجليزية)
- خاسينتو كينكوسيس على موقع أوليمبيديا (الإنجليزية)

- سيرة ذاتية